# Seydişehir
Seydişehir ist eine Stadtgemeinde (Belediye) im gleichnamigen Ilçe (Landkreis) der Provinz Konya in der türkischen Region Zentralanatolien und gleichzeitig ein Stadtbezirk der 1986 gebildeten Büyükşehir belediyesi Konya (Großstadtgemeinde/Metropolprovinz). Seit der Gebietsreform 2014 (Kommunalwahlen) ist die Gemeinde flächen- und einwohnermäßig identisch mit dem Landkreis. Die im Stadtlogo manifestierte Jahreszahl (1871) dürfte ein Hinweis auf das Jahr der Erhebung zur Stadtgemeinde (Belediye) sein.

## Geografie
Der Landkreis liegt im Südwesten der Provinz. Er grenzt im Westen an Derebucak, im Nordwesten an Beyşehir, im Nordosten an Meram, im Osten an Akören, im Südosten an Ahırlı und Yalıhüyük sowie im Südwesten an die Provinz Antalya. Um Seydişehir treffen mehrere Fernstraßen aufeinander. Von Norden nach Südosten verläuft die D 340 nach Mut, von Beyşehir kommt die D 695, die im Süden zur Mittelmeerküste bei Manavgat führt, im Nordosten verbindet die D 696 mit Konya und im Westen führt eine Provinzstraße über den Pass Taraşçıbeli Geçidi nach Derebucak. Im Südwesten zieht sich der Bergzug Büyükgözet Dağı mit dem gleichnamigen 2529 Meter hohen Gipfel entlang der Grenze. Im Osten liegt der Berg Alacadağ mit einer Höhe von 2291 Metern, ein Ausläufer des gleichnamigen, weiter östlich liegenden Bergzugs. Auf der südlichen Grenze zu Yalıhüyük liegt der See Suğla Gölü. Er ist über den Beyşehir Kanalı mit dem weiter im Norden liegenden Beyşehir Gölü verbunden. Im westlichen Umkreis der Kreisstadt liegen verschiedene Stauseen, darunter der Gökçehüyük Barajı, der Kırmızı Çamur Barajı und der Taraşçı Sulama Barajı, weiter im Norden der Dipsiz Göl, der İnlice Gölü und, auf der Grenze nach Meram, der Gavur Gölü.

## Verwaltung
Der Landkreis (bzw. Kaza als Vorgänger) bestand bereits vor Gründung der Türkischen Republik 1923. Bei der ersten Volkszählung 1927 lebten dort 29.399 Menschen, davon 3.779 im gleichnamigen Verwaltungssitz (damalige französische Schreibweise: Seydi-Chehir); insgesamt 48 Ortschaften auf 1.695 km².
(Bis) Ende 2012 bestand der Landkreis neben der Kreisstadt aus acht Stadtgemeinden (Akçalar, Bostandere, Çavuş, Gevrekli, Kesecik, Ketenli, Ortakaraören und Taraşcı) sowie 31 Dörfern (Köy) in zwei Bucaks, die während der Verwaltungsreform 2013 in Mahalle (Stadtviertel/Ortsteile) überführt wurden. Die 16 existierenden Mahalle der Kreisstadt blieben erhalten, während die 33 Mahalle der acht anderen Belediye vereint und zu je einem Mahalle reduziert wurden. Durch Herabstufung dieser Belediye und der Dörfer zu Mahalle stieg deren Zahl auf 55 an. Ihnen steht ein Muhtar als oberster Beamter vor.
Ende 2020 lebten durchschnittlich 1.189 Menschen in jedem Mahalle, 8.875 Einw. im bevölkerungsreichsten (Kızılcalar Mah.).

## Sehenswertes
Nördlich des Hauptortes liegen zwei prähistorische Siedlungshügel, der Akçalar Höyük und der Karabulak Höyük. Es gibt mehrere Höhlen im Bezirk, darunter die Körükini Mağarası, die Susuz Mağarası und die Tınaztepe Mağarası.
Daneben gibt es den Kuğulu Park.

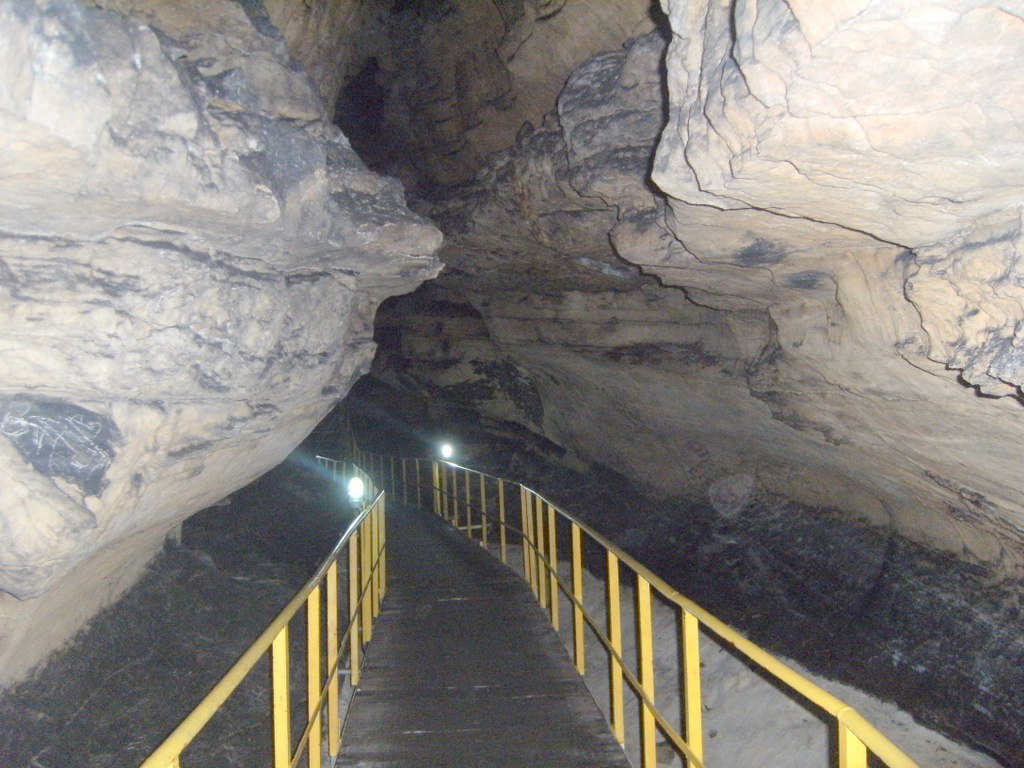
Tınaztepe-Höhle
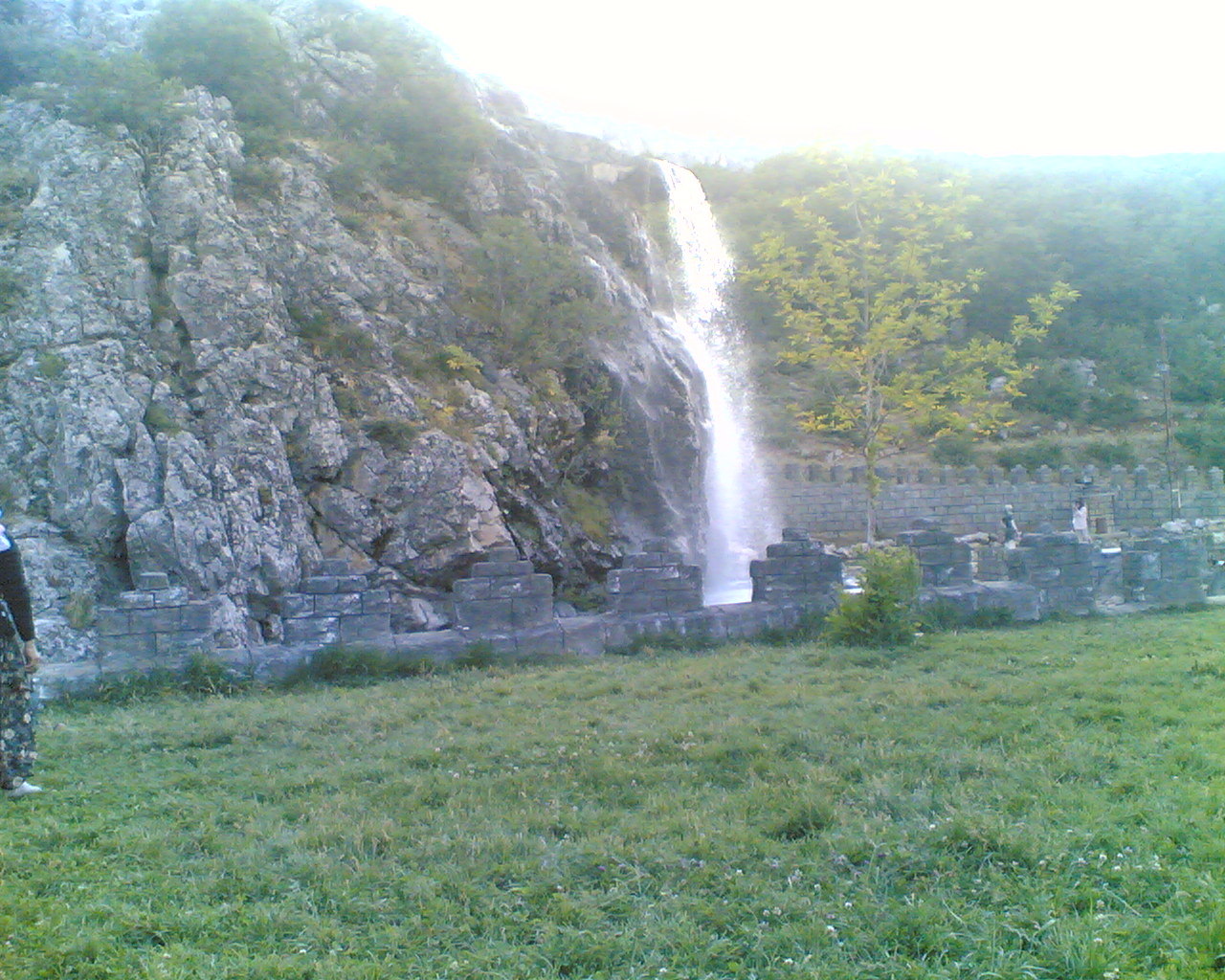
Kuğulu Park bei Seydişehir

## Sport
Der ortsansässige Fußballverein Etibank Seydişehir Alüminyumspor, eher bekannt unter dem Kurznamen Etibank SAS, spielte ab 1984 in der dritten und in der vierten Liga, ehe er 1985 in die zweithöchste Spielklasse, die TFF 1. Lig, aufstieg. Hier konnte er sich allerdings nur eine Spielzeit lang halten und kehrte bereits 1986 wieder in die 3. türkische Liga zurück. Im Sommer 2001 stieg der Verein aus dieser Liga ab und verabschiedete sich vom türkischen Profifußball.
Neben diesem erfolgreichsten und bekanntesten Fußballverein existieren bzw. existierten zwar mehrere kleinere Amateurvereine, jedoch schaffte keiner dieser Klub die Teilnahme am türkischen Profifußball.

## Persönlichkeiten
- Sadi Irmak (1904–1990), türkischer Premierminister
- Ersay Üner (* 1978), Sänger, Songwriter und Musikproduzent